# Лоренц, Фридрих (лингвист)
Фри́дрих Ло́ренц (нем. Friedrich Wilhelm Oloff Johannes Lorentz, пол. Friedrich Lorentz, Fryderyk Lorentz; 18 декабря 1870, Гюстров, Мекленбург — 29 марта 1937, Сопот, Данциг) — немецкий лингвист, этнограф и историк, член Западнославянского института (Instytut Zachodnio-Słowiański) в Познани, член-корреспондент Российской академии наук. Известен работами по изучению языка, культуры и истории кашубов, включая их локальную группу лютеранского вероисповедания на Западном Поморье — словинцев.

## Биография
Ф. Лоренц родился в 1870 году в мекленбургском городе Гюстров в семье Фридриха Людвига Эрнста Лоренца (Friedrich Ludwig Ernst Lorentz) и Луизы Марии Каролины Брунсвиг (Luise Maria Karolina Brunswig). В 1890 году окончил гимназию в Висмаре, после чего изучал индоевропеистику и славистику в Лейпцигском университете. В 1984 году защитил докторскую диссертацию по теме морфологии германских языков Über das schwache Präteritum des Germanischen und verwandte Bildungen der Schwestersprachen. Одним из его учителей в этот период был Э. Зиверс. После получения учёной степени доктора около двух лет Ф. Лоренц прожил в Висмаре, затем в 1986 году он переехал в Картузы, где занялся изучением кашубского языка и истории, а также народной культуры кашубов, первые свои исследования он посвятил словинцам, жившим рядом с озёрами Лебско и Гардно, впоследствии он объездил всю Кашубию, останавливаясь в городах Вейхерово, Сопот и других. Первые работы Ф. Лоренца были изданы Петербургской академией наук. В 1907 году Ф. Лоренц основал в Картузах «Общество изучения кашубского народа» (Verein für Kaschubische Volkskunde), стал его председателем, кашубский поэт и публицист И. Гулговский (I. Gulgowski) был избран секретарём, работы членов Общества печатались в издании «Ведомости Общества изучения кашубского народа» (Mitteilungen des Vereins für Kaschubische Volkskunde). В 1920 году Ф. Лоренц был избран членом Западнославянского института (Instytut Zachodnio-Słowiański) в Познани, в 1925 году его избрали иностранным членом-корреспондентом Академии наук СССР. С 1927 года Ф. Лоренц работал в Остландском институте (Ostland-Institut) в Данциге. Последние свои годы учёный прожил в Сопоте.

## Научная деятельность
Работы Ф. Лоренца, посвящённые изучению кашубов и их языка, включают грамматику (описание языка), собрания текстов, словарь и разработку орфографии кашубского (поморского) языка (Teksty pomorskie, Kaschubische Grammatik, Gramatyka pomorska, Pomoranisches Wörterbuch), ряд вымерших говоров кашубского языка известны только по записям, сделанным Ф. Лоренцом, в их числе большое значение имеют грамматика, тексты и словарь вымерших к середине XX века архаичных словинских говоров (Slovinizische Grammatik, Slovinizische Texte, Slovinizisches Wörterbuch). Кроме того Ф. Лоренц составил подробную классификацию кашубского языка (1925), выделив в его составе более 70 говоров. Ф. Лоренц является автором одного из вариантов кашубского алфавита, созданного им в 1919 году. Данный алфавит включал 36 букв:
A Ą B C Č D E É Ë F G H I J K L Ł M N Ń O Ó Ô Œ Ǫ P R Ř S Š T U V W Z Ž
Также Ф. Лоренц занимался изучением кашубской этнографии (Zarys etnografii kaszubskiej) и топонимии (Polskie i kaszubskie nazwy miejscowości na Pomorzu Kaszubskim). Вместе с А. Фишером (A. Fischer) и Т. Лер-Сплавинским Ф. Лоренц является соавтором работы «Кашубы — народная культура и язык» (Kaszubi — kultura ludowa i język; издана на английском как The Cassubian Civilization, 1935). Авторству Ф. Лоренца принадлежат также многочисленные публикации в научных журналах, посвящённые самым разным областям жизни кашубов. Рукопись Поморского словаря (Pomoranisches Wörterbuch) — одного из самых значительных трудов Ф. Лоренца — была доработана и издана в нескольких томах уже после смерти учёного.

## Публикации
Некоторые из научных работ и публикаций Ф. Лоренца:
1. Lorentz F. Über das schwache Präteritum des Germanischen und verwandte Bildungen der Schwestersprachen: Eine sprachwissenschaftliche Untersuchung. — Leipzig: K. F. Koehler’s Antiquarium, 1894. — S. 79.
2. Lorentz F. Slovinzische Grammatik. — СПб.: Изданіе отдѣленія Императорской академіи наукъ, 1903. — S. 392.
3. Lorentz F. Slovinzische Texte. — СПб.: Изданіе отдѣленія Императорской академіи наукъ, 1905.
4. Lorentz F. Slovinzisches Wörterbuch. Т. 1—2. — Изданіе отдѣленія Императорской академіи наукъ, 1908—1912.
5. Lorentz F. Zarys ogólnej pisowni i składni pomorsko-kaszubskiej. — Toruń, 1911. — S. 142.
6. Lorentz F. Kaschubische Grammatik. B. 1—2. — Danzig: Gedania, 1919.
7. Lorentz F. Deutsche und polnische Namen der wichtigsten Ortschaften Westpreußens links der Weichsel. — 1919.
8. Lorentz F. Polskie i kaszubskiem nazwy miejscowośei na Pomorzu Kaszubskiem. — 1923.
9. Lorentz F. Teksty pomorskie (kaszubskie). — 1912—1925.
10. Lorentz F. Geschichte der pomeranischen (kaschubischen) Sprache. — Berlin: W. de Gruyter, 1925. — S. 236.
11. Lorentz F. Gramatyka Pomorska, Zeszyt 1. Fonetyka. — Poznań: Instytut Zachodnio-słowiański przy Uniwersytecie Poznańskim, 1927. — S. 70.
12. Lorentz F. Gramatyka Pomorska, Zeszyt 2. Fonetyka. Słowotwórstwo. — Poznań: Instytut Zachodnio-słowiański przy Uniwersytecie Poznańskim, 1929.
13. Lorentz F. Gramatyka Pomorska, Zeszyt 3. Fleksja. Składnia.
14. Lorentz F. Die kaschubischen Ortsnamen nebst Ableitungen. — Berlin: Verlag der Akademie der Wissenschaften, 1933.
15. Lorentz F. Die Kultur Pommeraniens im frühen Mittelalter auf Grund der Ausgrabunge. — Danzig: Danzig Verlags-Gesellschaft, 1933.
16. Lorentz F. Zarys etnografii kaszubskiej. — Toruń, 1934.
17. Lorentz F., Fischer A., Lehr-Spławiński T. The Cassubian civilization. — London: London, 1935. — S. 407.
18. Lorentz F., fortgeführt von Friedhelm Hinze, Deutsche Akademie der Wissenschaften zu Berlin. Pomoranisches Wörterbuch. — Berlin: Verlag der Akademie der Wissenschaften, 1958—1983.
19. Lorentz F. Der kaschubische Dialekt von Gorrenschyn. — Berlin: Verlag der Akademie der Wissenschaften, 1959. — S. 84.
20. Lorentz F., bearbeitet von Friedhelm Hinze. Slawische Namen Hinterpommerns (Pomorze Zachodnie). — Berlin: Verlag der Akademie der Wissenschaften, 1964. — S. 160.

Ф. Лоренц совместно с И. Гулаговским был редактором издания Mitteilungen des Vereins für kaschubische Volkskunde (1908—1913).